# Ondine

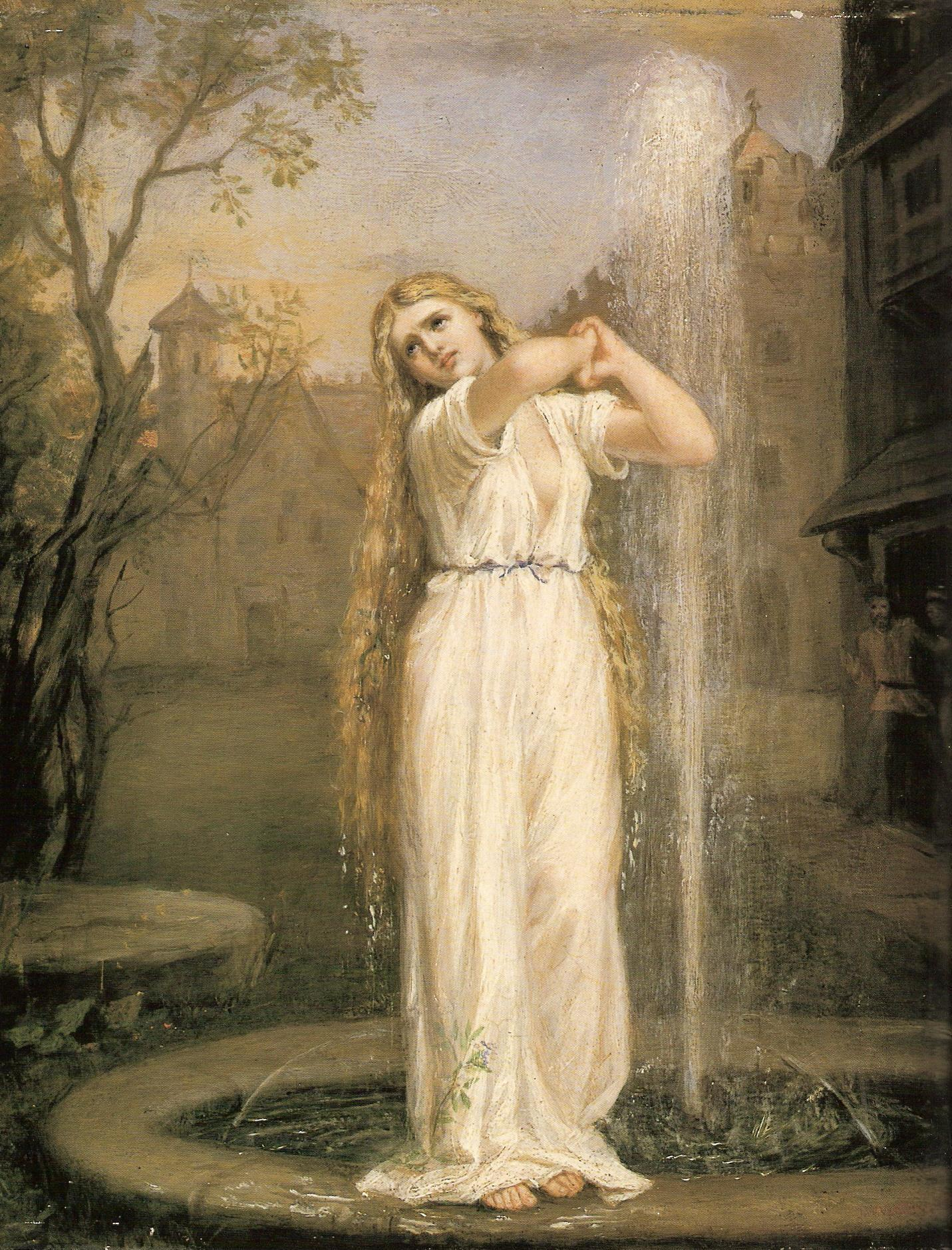
Ondine, door John William Waterhouse (1872)

Een ondine of undine is een mythologische waternimf. Ze verschijnen ook in de Europese folklore als elfachtige wezens. Bijzonder is dat de ondine geen ziel heeft. Door een mens te huwen, konden ondines een ziel winnen en een kind baren.

## Karakteristieken van Ondines

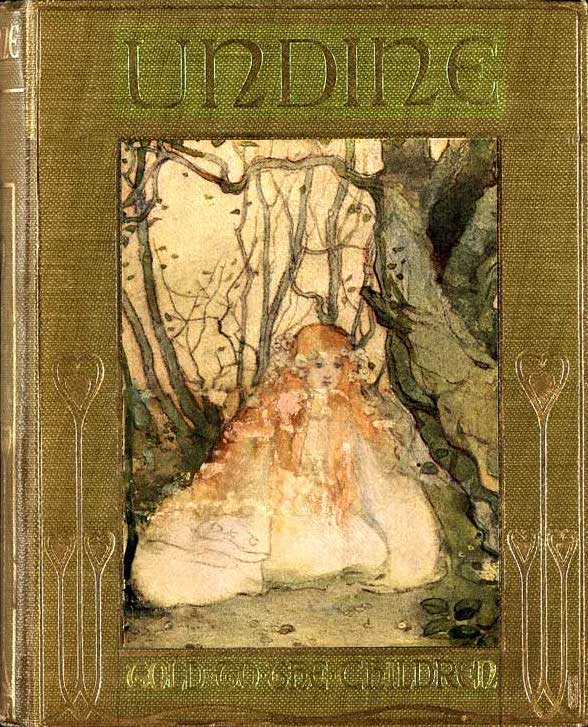
Boekomslag van de roman Undine van de Duitse schrijver Friedrich de la Motte-Fouqué

Het thema komt al voor in een legende uit ca. 1320 over een ridder Peter von Staufenberg die met een bovennatuurlijke vrouw trouwt.
Een eeuw later beschreef Paracelsus een ondine als een waternimf of watergeest, ofwel de geest die water tot water maakt. Ondines worden aangetroffen in bospoelen en watervallen. Ze hebben een prachtige stem of lokroep, die soms gehoord wordt boven het geluid van het water uit. Het motief van de sterfelijkheid wanneer ondines een kind baren, is een motief dat vele romantici en tragedies in de kunst, muziek en literatuur inspireerde.
In het 18e-eeuwse Schotland werden ondines ook aangeduid als de 'wrake' van het water.
In Nederland heeft de dichter Jan Slauerhoff over ondines geschreven. De naam Ondine is geliefd als scheepsnaam. Ook was er tot 2019 in Amsterdam een watersportvereniging die zo heette.

## Reproducties van Ondine in de kunst

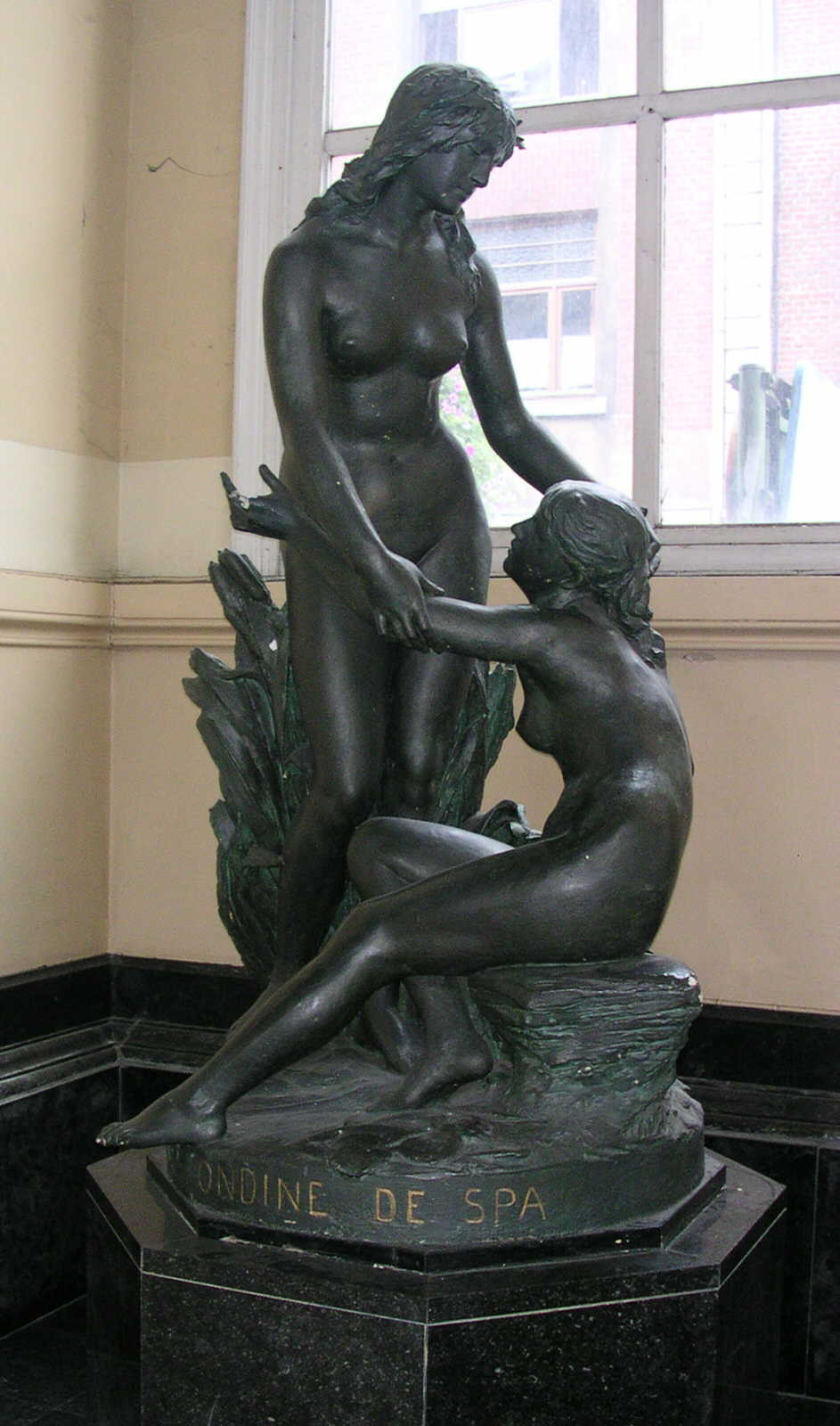
Ondine de Spa in de Peter-de-Grotebron in Spa

Fantasy-auteurs gebruiken in hun verhalen soms prototype-watergeesten die gebaseerd zijn op ondines.
Claude Debussy schreef een pianowerk getiteld Ondine, als onderdeel van diens Préludes. Friedrich de la Motte Fouqué schreef in 1811 de roman Undine, waarop Carl Reinecke de Sonate Undine voor fluit en piano baseerde. Op dezelfde roman baseerde Albert Lortzing een romantische opera in vier akten (eerste uitvoering Maagdenburg 21 april 1845). Antonín Dvořák schreef in 1900 de opera Rusalka, op. 114, op het thema Ondine. Maurice Ravel gaf het eerste deel van zijn pianostuk Gaspard de la nuit de titel Ondine.